# Johan Huizinga
Johan Huizinga (Groningen, 7 december 1872 – De Steeg, 1 februari 1945) was een Nederlands historicus. Hij is de grondlegger van de Nederlandstalige cultuurgeschiedenis en mentaliteitsgeschiedenis. Verder was hij cultuurfilosoof en antropoloog. Zijn belangrijkste werken zijn Herfsttij der Middeleeuwen (1919), Erasmus (1924), In de schaduwen van morgen (1935) en Homo ludens (1938). Uit zijn werk blijkt zijn voorliefde voor sprookjes en zijn bewondering voor de middeleeuwse ridderlijke ethiek.

## Levensloop

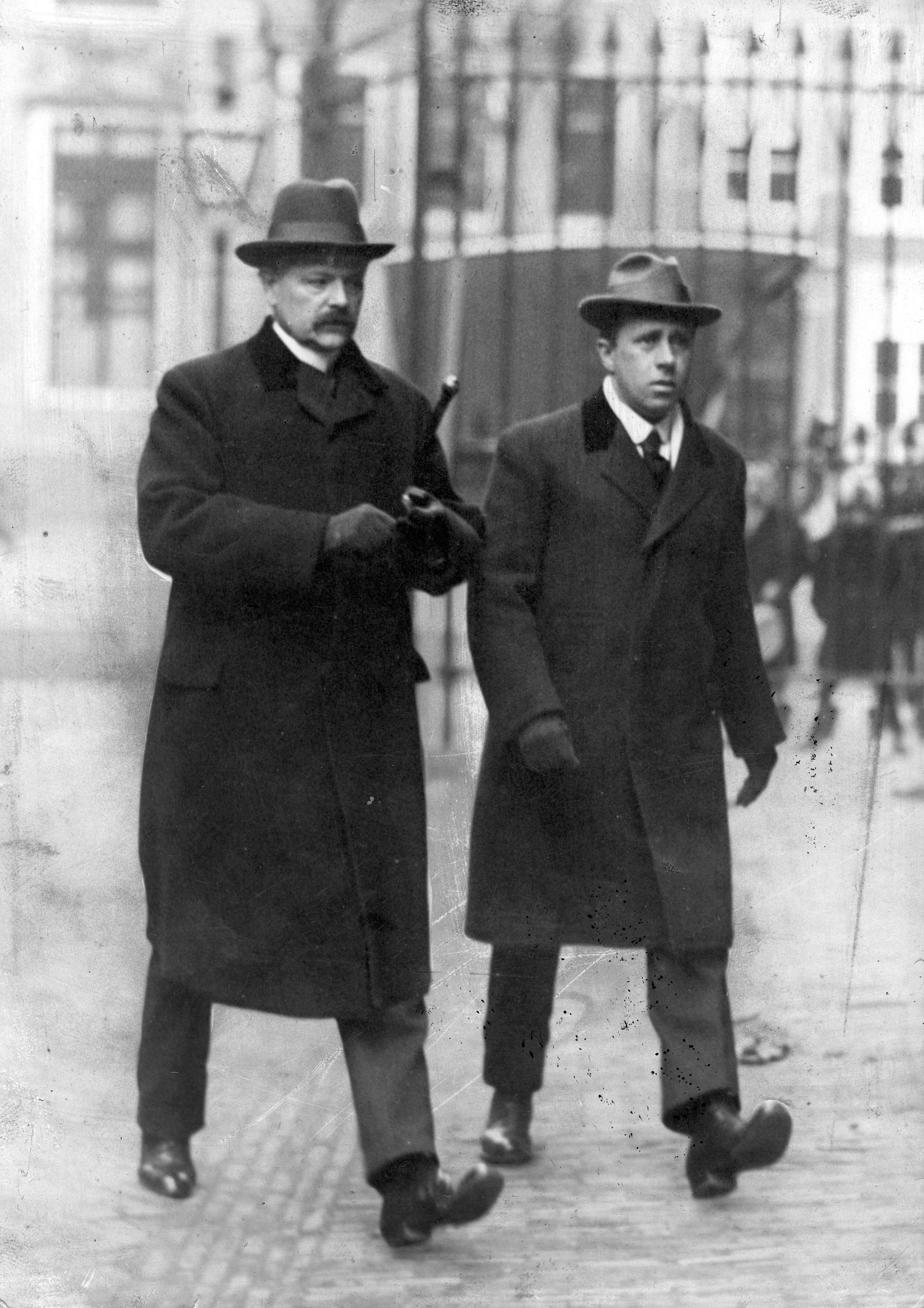
Nieuwenhuis en Huizinga in Leiden (1917)

Huizinga werd geboren in de stad Groningen waar zijn vader Dirk Huizinga hoogleraar fysiologie was. Zijn moeder Jacoba Tonkens stierf toen Johan twee jaar was. In Groningen genoot hij zijn middelbare schoolopleiding aan het stedelijk gymnasium. Huizinga kwam uit een doopsgezind predikantengeslacht, oorspronkelijk bewoners van een landhoeve, op de plaats van een voormalig steenhuis: de heerd Melkema te Huizinge (Gn).
De grootvader van Huizinga, ds. Jakob Huizinga, was een modernistische, maar toch vrome theoloog en predikant. De vader van Huizinga studeerde aanvankelijk ook af als theoloog, maar viel van zijn geloof af. Huizinga zelf trad op 15 maart 1891 toe tot de Doopsgezinde Gemeente te Groningen en liet zich dopen, gemotiveerd door zijn zelfgeschreven belijdenis - een praktijk die gebruikelijk was geworden onder de doopsgezinden in Nederland. Hij zou zijn hele leven, ook later in Leiden, ingeschreven blijven staan als lid van de plaatselijke Doopsgezinde Gemeente, hoewel hij geen kerkganger bleef.
In 1891 schreef hij zich ook in aan de Groninger universiteit, waar hij vier jaar studeerde. Hij legde zich toe op de vergelijkende taalkunde en werd een Sanskrietkenner. Na afloop van zijn studie begon Huizinga in Duitsland aan de Universiteit Leipzig aan zijn promotieonderzoek. Het concept van het proefschrift, 'Inleiding en Opzet voor Studie over Licht en Geluid' werd afgekeurd door zijn Groningse promotor, Barend Sijmons. De inhoud was naar diens oordeel taalwetenschappelijk niet relevant en hooguit interessant voor een psycholoog. Een echec, vond Huizinga en hij zette zich prompt, onder leiding van de Groningse classicus Jacob Speyer, aan een nieuwe dissertatie, die hij in 1897 afrondde. Zijn proefschrift betreft de rol van de 'vidûsaka', een soort nar, in het oud-Indiase toneel. Materiaal uit zijn taalkundige concept-dissertatie uit 1896 legde Huizinga tweemaal in artikelvorm voor aan de redactie van het prestigieuze tijdschrift Indogermanische Forschungen. Beide stukken werden afgewezen.

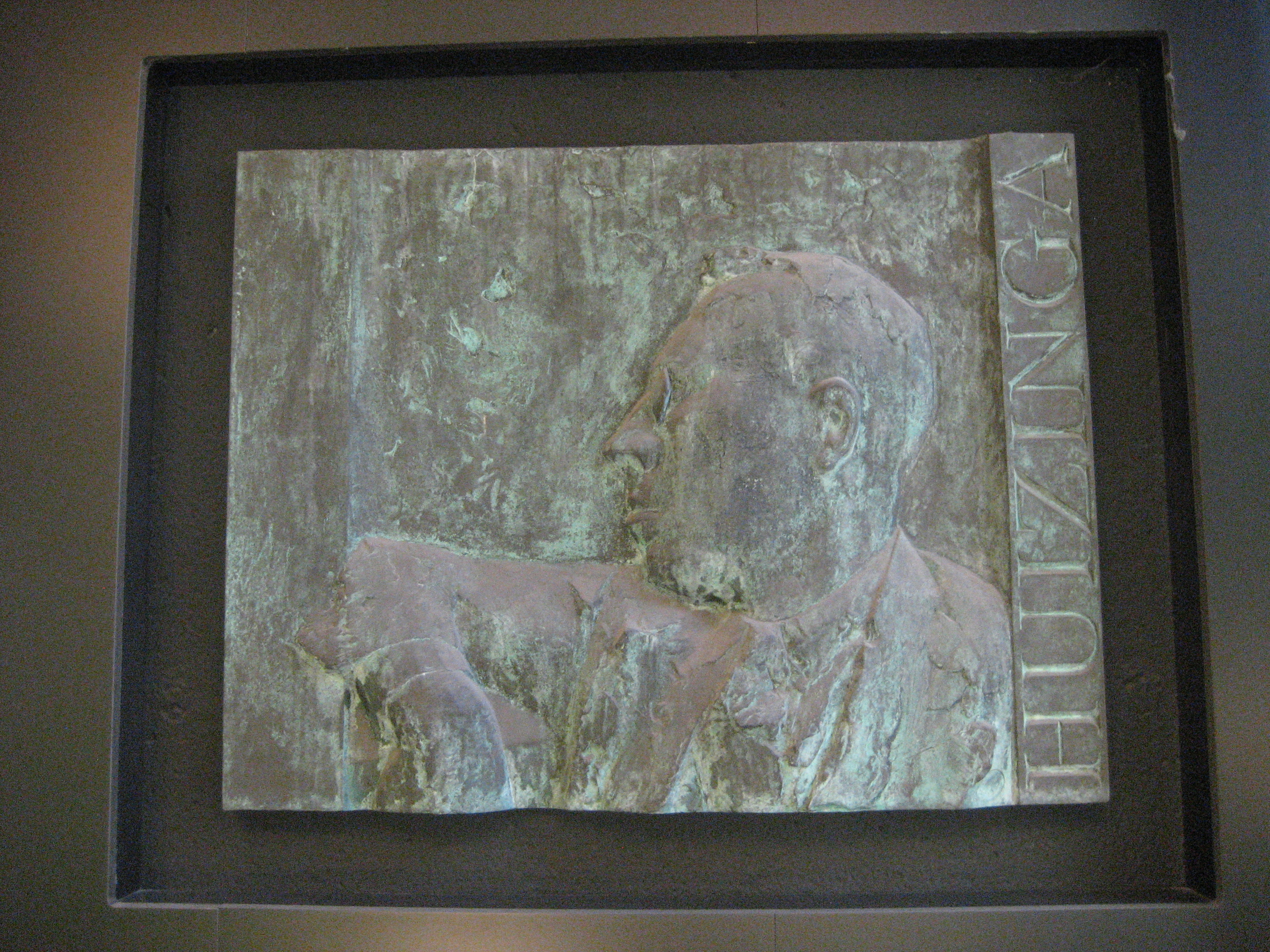
Huizinga-plaquette bij de Universiteit Leiden

In de jaren daarna was hij HBS-leraar geschiedenis in Haarlem. Hij combineerde dat vanaf 1903 met een privaatdocentschap aan de Amsterdamse Gemeente-Universiteit, om in 1905 terug te keren naar zijn geboortestad, waar hij zich als hoogleraar in de geschiedenis verbond aan de universiteit. In 1915 aanvaardde Huizinga de benoeming tot hoogleraar algemene geschiedenis aan de Rijksuniversiteit Leiden. Izaak Gosses volgde hem toen als hoogleraar in Groningen op.
Op het slot Toorenvliedt in Middelburg schreef Huizinga het boek waarmee hij wereldfaam verwierf, Herfsttij der Middeleeuwen. In 1920 ontving hij hiervoor de D.A. Thiemeprijs en in 1924 verscheen het in het Duits en het Engels. Hiermee brak hij internationaal door. Op verzoek van een Amerikaanse uitgever schreef Huizinga een boek over Erasmus. Hij was niet geheel gelukkig met het resultaat van zijn relatief beknopte studie. Toch vergrootte die de belangstelling voor Erasmus aanzienlijk.
Hij was in 1930 de erepromotor van kroonprinses Juliana toen zij van de Rijksuniversiteit Leiden een eredoctoraat ontving. Drie jaar later stelde Huizinga een daad tegen het nationaalsocialisme. Bij een internationale conferentie aan de universiteit van Leiden verzocht hij de Duitser Johann von Leers de conferentie te verlaten, nadat Huizinga kennisnam van diens antisemitische geschriften. Hierop vertrok de Duitse delegatie. In januari 1937 was hij een van prinses Juliana's getuigen bij haar huwelijk met de Duitse prins Bernhard van Lippe-Biesterfeld.
Huizinga was lid van de Koninklijke Nederlandse Akademie van Wetenschappen (KNAW) en bekleedde van 1929 tot 1942 het voorzitterschap van de afdeling Letterkunde. Hij werd meermalen genomineerd voor de Nobelprijs voor Literatuur
Na een korte ziekte overleed hij begin 1945 op 72-jarige leeftijd. Hij ligt begraven in Oegstgeest, bij het Groene Kerkje. 
De persoonlijke en wetenschappelijke nalatenschap van Huizinga is ondergebracht in de Universiteitsbibliotheek Leiden en ook beschikbaar via Digital Collections. Een complete inventaris is beschikbaar.

### Huwelijken
Huizinga trouwde tweemaal. Uit zijn eerste huwelijk met jkvr. Mary Vincentia Schorer (1876-1914) telg uit het Zeeuwse adellijke geslacht Schorer werden twee dochters en drie zonen geboren, onder wie de latere schrijver Leonhard Huizinga (1906-1980). Uit zijn tweede huwelijk met Auguste Alwine Caroline Maria Schölvinck (1909-1979) werd een dochter geboren.

### Vernoemingen

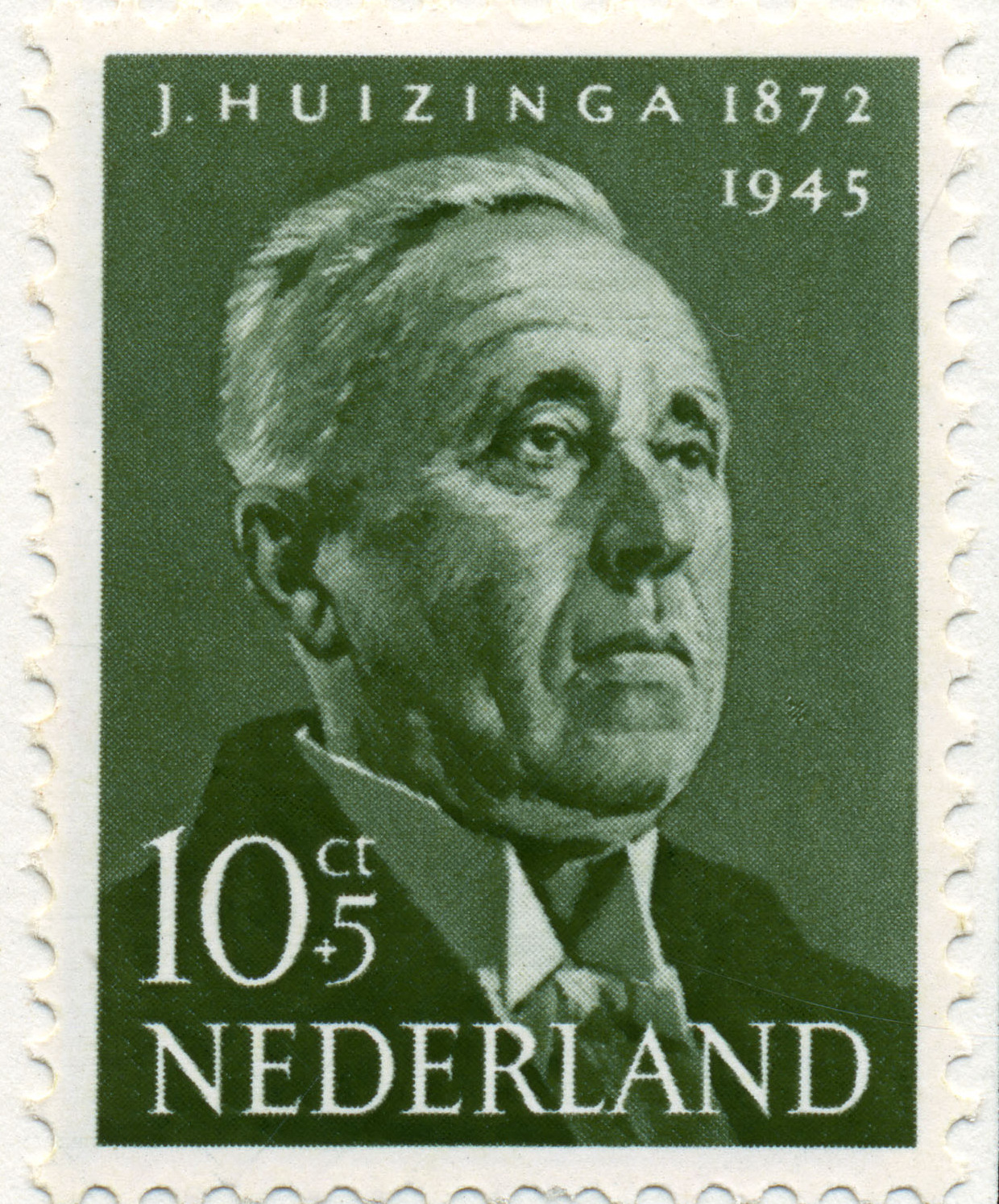
Zomerpostzegel 1954

Huizinga gaf zijn naam aan het Huizinga Instituut voor cultuurgeschiedenis, een samenwerkingsverband van alle letterenfaculteiten in Nederland. De prestigieuze lezingencyclus van de Universiteit Leiden kreeg naar hem de naam 'Huizingalezing'. Deze lezing wordt jaarlijks in december gehouden rond zijn geboortedatum van 7 december. De Universiteit Leiden vernoemde een gebouw naar hem, het Johan-Huizingagebouw, waarin -toepasselijk- de opleidingen geschiedenis, kunstgeschiedenis en klassieke talen gehuisvest zijn. In Amsterdam werd de Johan Huizingalaan naar hem vernoemd. Ook in Utrecht en Eindhoven heb je een Huizingalaan. In verschillende gemeenten is er een Huizingastraat.
Sinds 2023 wordt in de Oostkerk te Middelburg rond 24 maart de Huizinga-lezing georganiseerd, zijnde de huwelijksdatum van Huizinga met zijn eerste echtgenote Mary Vincentia Schorer.

## Werk

### Literaire traditie
De stilistische eenheid in Huizinga's werk is er vanaf het allereerste ontwerp van zijn proefschrift tot in zijn latere werken. Huizinga schrijft vanuit de literaire traditie en was schatplichtig aan de Tachtigers door het vele gebruik van adjectieven, die hij vaak ter precisering verbond zoals sceptisch-koel en cynisch-wreed. Hij contrasteerde om te dramatiseren, om het eigene te verhelderen. Hoe hoger de hartstocht, hoe strakker de vormen vat Willem Otterspeer samen.

### Zintuigen en hartstocht
Huizinga wendde al de zintuigen aan in zijn werk. Wat hij beschreef, wilde hij kleur, geur en geluid geven, ook eeuwen en tijdperken. De kleur van de late Middeleeuwen was somberder dan die van de 12e eeuw, die van de Renaissance purper en goud. De 16e eeuw had nu eens de klank van een trompet, dan van violen, de 17e eeuw van een orgel en de 18de van violen en fluiten.
Plastisch woordgebruik was hem niet vreemd. Otterspeer omschrijft Huizinga's hartstocht als een historisch zintuig. Huizinga achtte die hartstocht wezenlijk voor historische voorstellingen, anders is de geschiedenis onleesbaar en onmogelijk. Huizinga introduceerde ook het begrip "historische sensatie". Hij doelt daarmee op de emotie die men kan beleven bij een direct contact met het verleden. Zoals, bijvoorbeeld, bij het aanraken van een ruïne in Pompeï tweeduizend jaar tijdsverschil lijkt weg te vallen. De werkelijkheid vol drama dient in de historie zijn neerslag te vinden. Getuige de openingszin uit de Herfsttij der Middeleeuwen: "Toen de wereld vijf eeuwen jonger was, hadden alle levensgevallen veel scherper uiterlijke vormen dan nu. Tussen leed en vreugde, tussen rampen en geluk scheen de afstand groter dan voor ons; al wat men beleefde had nog die graad van onmiddellijkheid en absoluutheid, die de vreugde en het leed nu nog hebben in de kindergeest. Elke gebeurtenis, elke daad was omringd met nadrukkelijke en uitdrukkelijke vormen, was getild op de verhevenheid van een strakke, vaste levensstijl. De grote dingen: de geboorte, het huwelijk, het sterven stonden door het sacrament in de glans van het goddelijk mysterie. Maar ook de geringer gevallen: een reis, een arbeid, een bezoek, waren begeleid door duizend zegens, ceremonies, spreuken, omgangsvormen."

### Herfsttij der Middeleeuwen (1919)
Aanvankelijk was het de bedoeling om een studie te schrijven over de schilder Jan van Eyck. Het werk groeide uit tot een diepgaande visie op de late middeleeuwen dat de titel Herfsttij der Middeleeuwen meekreeg. De ondertitel ervan luidt: Studie over de levens- en gedachtevormen der veertiende en vijftiende eeuw in Frankrijk en de Nederlanden. De slotzin van het eerste hoofdstuk geeft markant het levensgevoel van de late middeleeuwen weer:
"Het is een boze wereld. Het vuur van haat en geweld brandt hoog, het onrecht is machtig, de duivel dekt met zijn zwarte vlerken een duistere aarde. En spoedig wacht de mensheid het eind van alle dingen. Maar de mensheid bekeert zich niet; de Kerk strijdt, predikers en dichters klagen en vermanen vergeefs."
Huizinga liet zien dat de late middeleeuwen geen periode van verval of de voorbode van de renaissance vormden, maar een eigen toon en kleur bezaten. Het werk werd klassieke literatuur door zijn stijl, verbeeldingskracht en pregnante visie. Het inspireerde vele studies. Vertalingen in het Duits, Engels, Zweeds, Spaans, Frans, Hongaars, Italiaans, Fins en Russisch hebben er toe bijgedragen dat het werk een groot publiek bereikte. De kritiek erop verminderde het belang van het werk niet.

### Cultuurhistorische verkenningen (1929)
In Cultuurhistorische verkenningen, een boek uit 1929, formuleerde Huizinga een definitie van het begrip geschiedenis dat beroemd is geworden in historisch Nederland. Op pagina 156 valt deze definitie te lezen. Huizinga formuleert geschiedenis als:
Geschiedenis is den geestelijken vorm waarin een cultuur zich rekenschap geeft van haar verleden.

### In de schaduwen van morgen (1935)
In In de schaduwen van morgen uit 1935 werkt Huizinga een voordracht uit die hij op 8 maart 1935 in Brussel hield. Het boek kreeg verschillende herdrukken en wordt tot op vandaag geciteerd en gelezen. Het boek analyseert de culturele en maatschappelijke situatie van de jaren voor de Tweede Wereldoorlog. Vooral de openingszin is in die context bekend:
Wij leven in een bezeten wereld. En wij weten het. Het zou voor niemand onverwacht komen, als de waanzin eensklaps uitbrak in een razernij, waaruit deze arme Europese mensheid achterbleef in verstomping en verdwazing, de motoren nog draaiende en de vlaggen nog wapperende, maar de geest geweken.
Verder kijkt Huizinga vooruit en kondigt hij de mode van het existentialisme aan.
Het komende geleerde modewoord voor beschaafde kringen zal ongetwijfeld "existentieel" zijn. Ik zie het overal reeds opschieten. Het zal spoedig bij het groote publiek belanden. Wanneer men, om zijn lezer te overtuigen, dat men de dingen beter snapt dan zijn buurman, lang genoeg "dynamisch" heeft gezegd, zal het "existentieel" zijn. Het woord zal dienen om den geest te plechtiger te verzaken, een belijdenis van maling aan al wat weten en waarheid is.
Bekend is ook de woordspeling die Huizinga op pagina 64 maakt over de belemmerende werking van onverwerkte kennis op het oordeelsvermogen:
Onderwijs maakt onder-wijs.

### Homo ludens (1938)
Als men een werk van deze diepgang moet karakteriseren in enkele woorden dan klinkt de synthese zo: "Het spel is een ernstige zaak". De ernst van het spel verwoordt hij met zijn anti-materialistische en anti-fysicalistische zienswijze op de volgende wijze:
Men kan bijna al het abstracte loochenen: recht, schoonheid, waarheid, goedheid, geest, God. Men kan den ernst loochenen. Het spel niet. Maar met het spel erkent men, of men wil of niet, den geest. Want het spel is, wat ook zijn wezen zij, niet stof. Het doorbreekt, reeds in de dierenwereld, de grenzen van het physisch bestaande. Het is ten opzichte van een gedetermineerd gedachte wereld van louter krachtwerkingen in den volsten zin des woords een superabundans, een overtolligheid. Eerst door het instroomen van den geest, die de volstrekte gedetermineerdheid opheft, wordt de aanwezigheid van het spel mogelijk, denkbaar, begrijpelijk. Het bestaan van het spel bevestigt voortdurend, en in den hoogsten zin, het supralogisch karakter van onze situatie in den kosmos. De dieren kunnen spelen, dus zij zijn reeds meer dan mechanismen. Wij spelen, en weten, dat wij spelen, dus wij zijn meer dan enkel redelijke wezens, want het spel is onredelijk.
In Homo ludens beschrijft Huizinga een onbeschaafd en verwerpelijk puerilisme als tegenstelling van de (door hem geïdealiseerde) spel-ernst van politiek en cultuur.

### Nederland's beschaving in de zeventiende eeuw (1941)
In zijn boek Nederland's beschaving in de zeventiende eeuw uit 1941 keerde hij zich tegen het gebruik van de term Gouden Eeuw voor de periode van de zeventiende eeuw in de Noordelijke Nederlanden. Daarover schreef hij in zijn slotconclusie:
"Het is de naam Gouden eeuw zelf, die niet deugt. Hij smaakt naar die aurea aetas, dat mythologische Luilekkerland, dat ons bij Ovidius reeds als scholieren lichtelijk embeteerde. Als ons bloeitijdperk een naam moet hebben, laat het dan zijn naar hout en staal, pik en teer, verf en inkt, durf en vroomheid, geest en fantazie. Gouden eeuw zou beter passen bij de achttiende eeuw, toen het goud gemunt in de geldkisten lag."

## Publicaties

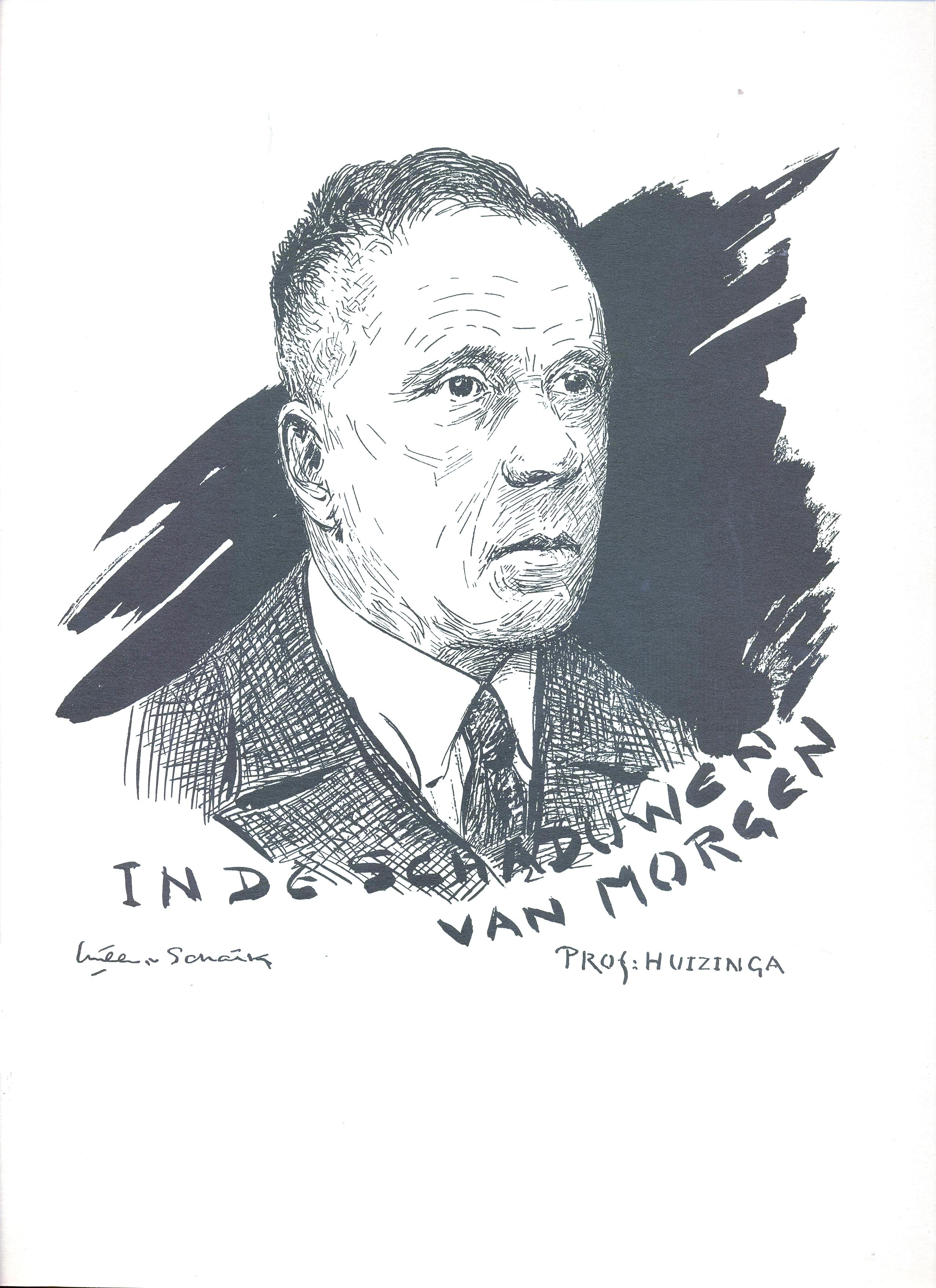
Huizinga
(tekening door Willem van Schaik (1937))

- 1897 - De Vidûsaka in het Indisch tooneel
- 1912 - Uit de voorgeschiedenis van ons nationaal besef
- 1913 - Over de betekenis van 1813 voor Nederland's geestelijke beschaving
- 1914 - De geschiedenis der Groningse universiteit
- 1918 - Mensch en menigte in Amerika
- 1919 - Herfsttij der Middeleeuwen
- 1924 - Erasmus
- 1926 - Amerika levend en denkend. Losse opmerkingen
- 1927 - Leven en werk van Jan Veth
- 1929 - Cultuurhistorische verkenningen
- 1933 - Holländische Kultur des siebzehnten Jahrhunderts. Ihre sozialen Grundlagen und nationale Eigenart (Jena, Eugen Diederichs Verlag)
- 1935 - In de schaduwen van morgen. Een diagnose van het geestelijk lijden van onze tijd
- 1937 - De wetenschap der geschiedenis
- 1938 - Homo ludens, proeve eener bepaling van het spel-element der cultuur
- 1939 - Neutraliteit en vrijheid, waarheid en beschaving
- 1941 - Nederland's beschaving in de zeventiende eeuw. Een schets
- 1945 - Geschonden wereld, een beschouwing over de kansen op herstel van onze beschaving
- 1948 - 1953 - Verzamelde werken
- 1950 - Keur van gedenkwaardige tafereelen uit de Vaderlandsche historiën
- 1982 - Verspreide opstellen over de geschiedenis van Nederland